# Trittame gracilis
Trittame gracilis är en spindelart som beskrevs av Ludwig Carl Christian Koch 1874. Trittame gracilis ingår i släktet Trittame och familjen Barychelidae.
Artens utbredningsområde är Queensland. Inga underarter finns listade i Catalogue of Life.